# Markovac Našički
Markovac Našički (1900-ig Markovac) falu Horvátországban, Eszék-Baranya megyében. Közigazgatásilag Nekcséhez tartozik.

## Fekvése
Eszéktől légvonalban 43, közúton 51 km-re nyugatra, Diakovártól légvonalban 30, közúton 34 km-re északnyugatra, községközpontjától 2 km-re keletre, Szlavónia középső részén, a Szlavóniai-síkságon, a Nekcséről Eszékre menő út és az Eszékről Verőcére menő vasútvonal mentén fekszik.

## Története
A falu területén a legkorábbi leletek a vaskor késő időszakából, a La Tène-kultúra idejéből származnak. A leletek a falu északi kijáratánál, a Nekcse – Eszék főút és a Našička-patak közötti „Orašje” nevű lelőhelyről, egy enyhe magaslatról származnak, ahonnan a 14. és a 16. század közötti középkori leletek is előkerültek. Számos késő középkori lelet származik a falutól keletre fekvő „Male livadke” és az északnyugatra fekvő „Stara Branjevina” lelőhelyekről is. Fentiek alapján megállapítható, hogy területe a középkorban sűrűn lakott volt.
A falu a Pejacsevich grófok nekcsei uradalmának területén keletkezett a 19. század második felében. Első lakói a gróf hívására erdőirtásra és a környező földek megművelésére a Felvidék északi részéről 1877 körül érkezett szlovákok voltak. Nevét a Drozd család első itt született gyermekéről, Pejácsevich László gróf feleségének rokonáról Markoról kapta. 1892-ben a grófné a falu közepén álló évszázados fa mellé egy Szent Márk szobrot állíttatott. A településnek 1880-ban 315, 1910-ben 996 lakosa volt. Verőce vármegye Nekcsei járásához tartozott. Az 1910-es népszámlálás adatai szerint lakosságának 48%-a horvát, 43%-a szlovák, 6%-a magyar, 2%-a német anyanyelvű volt. 1913-ban felépítették a település kápolnáját, melyet Szent Márk evangélista tiszteletére szenteltek fel. Az első világháború után 1918-ban az új szerb-horvát-szlovén állam, majd később (1929-ben) Jugoszlávia része lett. 1991-ben lakosságának 89%-a horvát, 5%-a szlovák, 2%-a szerb nemzetiségű volt. 2011-ben 1586 lakosa volt.

## Lakossága
| Lakosság változása | Lakosság változása | Lakosság változása | Lakosság változása | Lakosság változása | Lakosság változása | Lakosság változása | Lakosság változása | Lakosság változása | Lakosság változása | Lakosság változása | Lakosság változása | Lakosság változása | Lakosság változása | Lakosság változása | Lakosság változása |
| ------------------ | ------------------ | ------------------ | ------------------ | ------------------ | ------------------ | ------------------ | ------------------ | ------------------ | ------------------ | ------------------ | ------------------ | ------------------ | ------------------ | ------------------ | ------------------ |
| 1857               | 1869               | 1880               | 1890               | 1900               | 1910               | 1921               | 1931               | 1948               | 1953               | 1961               | 1971               | 1981               | 1991               | 2001               | 2011               |
| 0                  | 0                  | 315                | 654                | 818                | 996                | 1.122              | 1.035              | 1.319              | 1.352              | 1.493              | 1.566              | 1.592              | 1.657              | 1.715              | 1.586              |

(1880-tól településrészként, 1931-től önálló településként.)

## Nevezetességei
- Szent Márk tiszteletére szentelt római katolikus plébániatemplomát 1986 és 1991 között építették. Felszentelése 1992. április 25-én történt. A markovaci plébániát 2004. augusztus 22-én alapították. Jelisavac, Breznica Našički, Lađanska és Vukojevci települések tartoznak hozzá.
- A Bizik család állatkertjében mintegy száz fajta állat látható.

## Kultúra
A „Franjo Strapač” szlovák kulturális és művészeti egyesületet 1973-ban alapították. Az egyesület otthonát, a művelődési házat 2007-ben építették.

## Oktatás
A falu tanulói a nekcsei Dora Pejačević általános iskolába járnak.

## Sport
Az NK Željezničar labdarúgóklub csapata a megyei 2. ligában szerepel.

## Egyesületek
- A DVD Markovac Našički önkéntes tűzoltó egyesületet 1923-ban alapították.
- Matica Slovenská szlovák egyesület helyi csoportja.